# 哈必嘎乡
哈咇嘎乡是中国河北省张家口市康保县下辖的一个乡。

## 行政区划
哈咇嘎乡下辖哈咇嘎村、察汗此老村、后脑包村、沙院村、板申勿素村、邢家沟村、哈拉更台村、义合堂村、兰城子村、包山地村、永旺村、合少村、东三面井村、平乡村、东马鞍架村、三百顷村、大兴德村、上白井勿素村、下白井勿素村。